# Iwamoto Kaoru
Iwamoto Kaoru (岩本薫?) (5 de febrero de 1902, Masuda, Japón—29 de noviembre de 1999) también conocido como Honinbo Kunwa, fue un jugador de go profesional que alcanzó la categoría de 9 dan.

## Biografía
Iwamoto nació en Masuda en la Prefectura de Shimane, Japón. Durante su niñez estuvo varios años en Busan, Korea (1905-1913), donde aprendió a jugar al go de su padre.
Volvió a Japón a estudiar go, se mudó a Tokio, y entró bajo la disciplina de Heijiro Hirose 6 dan en la Hoensha en 1913. Alcanzó el 1 dan en 1917 y rápidamente subió de nivel. En 1924, cuando se creó la Nihon Ki-In, Iwamoto se unió con el nivel de 6 dan.
Se retiró como jugador de go profesional y emigró a Brasil como granjero de café en 1929. Sin embargo, volvió a Japón y retomó su carrera de go después de que fallase su aventura en 1931.
Ganó el Oteai, el torneo más importante de Japón en aquel momento, en 1935. Desafió a Hashimoto Utaro en 1945 por el tercer Honinbo. La segunda partida de este desafío, jugado a las afueras de Hiroshima, es conocida como la partida de go de la bomba atómica. Los jugadores salvaron sus vidas gracias a que la policía local ordenó sacar la partida del centro de Hiroshima. La partida continuó tras la guerra pero acabó empate a 3. Se jugó un desempate a tres partidas en 1946. Iwamoto ganó dos de las partidas y consiguió el título de Honinbo. Tomó el nombre de Honinbo Kunwa.

## Campeonatos y subcampeonatos
| Título  | Años ganado |
| ------- | ----------- |
| Honinbo | 1945, 1947  |

| Título  | Años perdido |
| ------- | ------------ |
| Honinbo | 1950         |